# Copa de Oro Femenina de la Concacaf de 2006
La Copa de Oro Femenina de la Concacaf de 2006 fue la séptima edición official donde la concacaf organizó un torneo entre selecciones femeniles. El torneo tuvo sede en Estados Unidos, este torneo que también es el torneo de eliminación para la Copa Mundial Femenina de Fútbol.

## Sedes
| ?            |
| ------------ |
| ?            |
| Capacidad: ? |
| ?            |

## Eliminatorias

### Caribe

#### Caribe Prelimenitoria
| Fecha               | Lugar |                                      |  | Resultado |  |                                      |
| ------------------- | ----- | ------------------------------------ |  | --------- |  | ------------------------------------ |
| 31 de marzo de 2006 |       | Islas Vírgenes Británicas            |  | 1:3       |  | Islas Vírgenes de los Estados Unidos |
| 8 de abril de 2006  |       | Islas Vírgenes de los Estados Unidos |  | 5:0       |  | Islas Vírgenes Británicas            |

#### 1.ª Ronda

##### Grupo A
| Equipo                               | Pts | PJ | PG | PE | PP | GF | GC |
| ------------------------------------ | --- | -- | -- | -- | -- | -- | -- |
| República Dominicana                 | 9   | 3  | 3  | 0  | 0  | 11 | 2  |
| Bermudas                             | 6   | 3  | 2  | 0  | 1  | 9  | 4  |
| Islas Vírgenes de los Estados Unidos | 3   | 3  | 1  | 0  | 2  | 4  | 7  |
| Islas Turcas y Caicos                | 0   | 3  | 0  | 0  | 3  | 0  | 11 |

##### Grupo B
| Equipo                | Pts | PJ | PG | PE | PP | GF | GC |
| --------------------- | --- | -- | -- | -- | -- | -- | -- |
| Surinam               | 6   | 2  | 2  | 0  | 0  | 10 | 1  |
| Antillas Neerlandesas | 3   | 2  | 1  | 0  | 1  | 3  | 8  |
| Aruba                 | 0   | 2  | 0  | 0  | 2  | 1  | 5  |

##### Grupo C
| Equipo                 | Pts | PJ | PG | PE | PP | GF | GC |
| ---------------------- | --- | -- | -- | -- | -- | -- | -- |
| Jamaica                | 9   | 3  | 3  | 0  | 0  | 26 | 0  |
| Santa Lucía            | 6   | 3  | 2  | 0  | 1  | 5  | 8  |
| San Cristóbal y Nieves | 3   | 3  | 1  | 0  | 2  | 5  | 16 |
| Antigua y Barbuda      | 0   | 3  | 0  | 0  | 3  | 3  | 15 |

##### Grupo D
| Equipo                       | Pts | PJ | PG | PE | PP | GF | GC |
| ---------------------------- | --- | -- | -- | -- | -- | -- | -- |
| Trinidad y Tobago            | 9   | 3  | 3  | 0  | 0  | 20 | 1  |
| San Vicente y las Granadinas | 6   | 3  | 2  | 0  | 1  | 8  | 4  |
| Dominica                     | 3   | 3  | 0  | 1  | 2  | 2  | 10 |
| Granada                      | 0   | 3  | 0  | 1  | 2  | 2  | 17 |

#### 2.ª Ronda

##### Grupo A
| Equipo               | Pts | PJ | PG | PE | PP | GF | GC |
| -------------------- | --- | -- | -- | -- | -- | -- | -- |
| Trinidad y Tobago    | 6   | 2  | 2  | 0  | 0  | 12 | 1  |
| República Dominicana | 3   | 2  | 1  | 0  | 1  | 2  | 7  |
| Surinam              | 0   | 2  | 0  | 0  | 2  | 1  | 7  |

##### Grupo B
| Equipo   | Pts | PJ | PG | PE | PP | GF | GC |
| -------- | --- | -- | -- | -- | -- | -- | -- |
| Jamaica  | 6   | 2  | 2  | 0  | 0  | 10 | 0  |
| Haití    | 3   | 2  | 1  | 0  | 1  | 5  | 3  |
| Bermudas | 0   | 2  | 0  | 0  | 2  | 0  | 12 |

### Centroamérica

#### Grupo A
| Equipo      | Pts | PJ | PG | PE | PP | GF | GC |
| ----------- | --- | -- | -- | -- | -- | -- | -- |
| México      | 6   | 2  | 2  | 0  | 0  | 17 | 0  |
| Nicaragua   | 3   | 2  | 1  | 0  | 1  | 2  | 10 |
| El Salvador | 0   | 2  | 0  | 0  | 2  | 1  | 0  |

#### Grupo B
| Equipo     | Pts | PJ | PG | PE | PP | GF | GC |
| ---------- | --- | -- | -- | -- | -- | -- | -- |
| Panamá     | 6   | 2  | 2  | 0  | 0  | 5  | 0  |
| Guatemala  | 3   | 2  | 1  | 0  | 1  | 2  | 4  |
| Costa Rica | 0   | 2  | 0  | 0  | 2  | 1  | 4  |

## Participantes
Participaron varias selecciones nacionales de fútbol afiliadas a la Concacaf, Estados Unidos y Canadá avanzaron a las semifinales automáticamente y cuatro selecciones jugaron la primera ronda:
| Estados Unidos    | Canadá | Jamaica |
| Trinidad y Tobago | México | Panamá  |

## Resultados
Los horarios corresponden a la hora de Estados Unidos (UTC-?)

### Primera fase
| Fecha                   | Lugar |        |  | Resultado |  |                   |
| ----------------------- | ----- | ------ |  | --------- |  | ----------------- |
| 19 de noviembre de 2006 |       | Panamá |  | 0:2       |  | Jamaica           |
| 19 de noviembre de 2006 |       | México |  | 3:0       |  | Trinidad y Tobago |

### Fase Final
|  | Semifinales             | Semifinales             |   |         | Final                   | Final                   |  |
|  | 21 de noviembre de 2006 | 21 de noviembre de 2006 |   |         | 25 de noviembre de 2006 | 25 de noviembre de 2006 |  |
|  |                         |                         |   |         |                         |                         |  |
|  |                         |                         |   |         |                         |                         |  |
|  | Estados Unidos          | 2                       |   |         |                         |                         |  |
|  | México                  | 0                       |   |         |                         |                         |  |
|  |                         |                         |   |         |                         |                         |  |
|  |                         |                         |   |         |                         |                         |  |
|  |                         |                         |   |         | Estados Unidos          | 2                       |  |
|  |                         | Canadá                  | 1 |         |                         |                         |  |
|  |                         |                         |   |         |                         |                         |  |
|  |                         |                         |   |         |                         |                         |  |
|  |                         |                         |   |         | Tercer lugar            |                         |  |
|  |                         |                         |   |         |                         |                         |  |
|  | Canadá                  | 4                       |   | Jamaica | 0                       |                         |  |
|  | Jamaica                 | 0                       |   |         | México                  | 3                       |  |